# محمدناصر نیکبخت
محمدناصر نیکبخت (زادهٔ ۱۳۲۹ – درگذشتهٔ ۲۷ تیر ۱۴۰۴)، استاندار استان همدان در دولت یازدهم و دولت دوازدهم بود. وی در زمان استانداری بهروز مرادی معاون پشتیبانی استانداری همدان بود و سابقه مدیرکلی اقتصادی در استانداری‌های تهران و هرمزگان را دارد. سید صفدر حسینی رئیس سابق صندوق توسعه ملی شوهر خواهر اواست. نیکبخت بعلت اجرایی شدن قانون ممنوعیت به کارگیری بازنشستگان مجبور به ترک سمت شد.

## سوابق اجرایی
نیکبخت، پیشتر به عنوان مدیرکل امور اقتصادی و تولیدی استانداری تهران، مدیرکل امور اقتصادی و تولیدی و توسعه صادرات استانداری هرمزگان و مدیرکل اداری و مالی استانداری کهگیلویه و بویراحمد بوده است.
وی مدیرکل بازرسی و رسیدگی به شکایات استانداری کهگیلویه و بویراحمد، مدیرکل شهر و روستا استانداری هرمزگان و سرپرست فرمانداری میناب را بر عهده داشته است.
عضویت در هیئت واگذاری زمین، کمیسیون ماده ۳۲ و کمیسیون تبصره ۱ ماده ۱ حفظ کاربری اراضی و باغات به هنگام مسئولیت در استانداری تهران با حکم وزیر جهاد کشاورزی از جمله سوابق وی است.
وی تا زمان بازنشستگی در دولت احمدی‌نژاد دارای پست معاونت استاندار بود و پس از روی کارآمدن دولت یازدهم مجدداً مشغول به کار شد.